# Hypenagonia rosacea
Hypenagonia rosacea là một loài bướm đêm trong họ Erebidae.